# تاكوجي يونيموتو
تاكوجي يونيموتو (باليابانية: 米本 拓司) مواليد 3 ديسمبر 1990 في إتامي، هيوغو، اليابان، هو لاعب كرة قدم ياباني يلعب مع نادي طوكيو كلاعب وسط. مثّل منتخب اليابان لكرة القدم فئة الشباب.

## المسيرة الاحترافية

### أندية لعب لها
- نادي طوكيو

## روابط خارجية
- تاكوجي يونيموتو على موقع الاتحاد الدولي (مؤرشف)  (الإنجليزية)
- تاكوجي يونيموتو على موقع رابطة كرة القدم اليابانية للمحترفين (اليابانية)
- تاكوجي يونيموتو على موقع إي إس بي إن إف سي (الإنجليزية)
- تاكوجي يونيموتو على موقع قاعدة بيانات كرة القدم.إي يو (الإنجليزية)
- تاكوجي يونيموتو على موقع ناشيونال فوتبول تيمز (الإنجليزية)
- تاكوجي يونيموتو على موقع Soccerway.com (الإنجليزية)
- تاكوجي يونيموتو على موقع عالم كرة القدم.نت (الإنجليزية)
- تاكوجي يونيموتو على موقع أوليمبيديا (الإنجليزية)